# Carrier Air Wing Nine
9ème Escadre aérienne embarquée
Le Carrier Air Wing Nine (CVW-9) est une escadre aérienne embarquée de l'US Navy, connue sous le nom de "Shogun", basée au Naval Air Station Lemoore en Californie. Il est embarqué par l'USS Abraham Lincoln (CVN-72) . Le code de queue des avions du CVW-9 est NG.

## Historique
Le CVW-9 a été créé sous le nom de Carrier Air Group Nine (CVG-9) le 26 mars 1952 (c'était le troisième Carrier Air Group à porter la désignation CVG-9). Il a effectué son premier déploiement à bord de l'USS Philippine Sea (CV-47) en janvier 1953, participant à des opérations à la fin de la guerre de Corée. De 1954 à 1958, CVG-9 a effectué une croisière autour du monde à bord de l'USS Hornet (CV-12) et deux déploiements dans le Pacifique occidental à bord de l'USS Oriskany (CV-34) et de l'USS Ticonderoga (CV-14).
Puis il a participé à la guerre du Golfe (Opération Tempête du désert), à l'opération Southern Watch et à l'opération Desert Fox en Irak, à l'opération Noble Eagle , à la Guerre d'Afghanistan (Opération Enduring Freedom)...
En octobre 2018, le CVW-9 a commencé une croisière autour du monde à bord de l'USS John C. Stennis (CVN-74) dans le cadre du Carrier Strike Group 3 qui les mènerait à travers des opérations dans le Pacifique occidental, la mer de Chine méridionale, l'océan Indien et le Golfe persique, mer Rouge, mer Méditerranée et océan Atlantique. Au cours de ce déploiement historique, les escadrons de CVW-9 ont effectué des vols de combat à l'appui des opérations Inherent Resolve, Resolute Support et Freedom Sentinel au-dessus de l'Afghanistan, de l'Irak et de la Syrie. Les escadrons Carrier Air Wing Nine sont retournés au NAS Lemoore, NAS North Island, NAS Point Mugu et à la Naval Air Station Whidbey Island en mai 2019.
En mai 2020, les escadrons aériens du Carrier Air Wing CVW-9 ont été transférés sur l'USS Abraham Lincoln (CVN-72).

## Les unités subordonnées
| Code     | Insigne | Escadron                                    | Surnom        | Avion                |
| -------- | ------- | ------------------------------------------- | ------------- | -------------------- |
| VFA-14   |         | Strike Fighter Squadron 14                  | Tophatters    | F/A-18E Super Hornet |
| VFA-41   |         | Strike Fighter Squadron 41                  | Black Aces    | F/A-18F Super Hornet |
| VMFA-314 |         | Marine Fighter Attack Squadron 314          | Black Knights | F-35C Lightning II   |
| VFA-151  |         | Strike Fighter Squadron 151                 | Vigilantes    | F/A-18E Super Hornet |
| VAQ-133  |         | Electronic Attack Squadron 133              | Wizards       | EA-18G Growler       |
| VAW-117  |         | Carrier Airborne Early Warning Squadron 117 | Wallbangers   | E-2D Hawkeye         |
| HSC-14   |         | Helicopter Sea Combat Squadron 14           | Chargers      | MH-60S Seahawk       |
| HSM-71   |         | Helicopter Maritime Strike Squadron 71      | Raptors       | MH-60R Seahawk       |